# サーキットの狼II モデナの剣
『サーキットの狼II モデナの剣』（サーキットのおおかみツー モデナのケン）は、池沢さとしによる日本の漫画、およびそれを原作としたOVA、オリジナルビデオ。『週刊プレイボーイ』（集英社）において、1989年から1995年まで連載された。
主人公である剣・フェラーリがモータージャーナリスト兼レーシングドライバーとして活躍する一方で、私生活ではフェラーリを愛車にし周囲の女性達と恋愛遍歴を重ねる姿を描く。
「サーキットの狼II」というサブタイトルが示すように、池沢の旧作『サーキットの狼』の世界とつながっているという設定で、同作品の主要登場人物のその後も描かれている。

## あらすじ
かつてF1のフェラーリチームのテストドライバーを務めるなど、イタリアでレーシングドライバーとして活躍していた主人公、剣・フェラーリ。しかしテストドライバーの同僚の一人がマシンテスト中にクラッシュしそのまま死亡してしまったことがきっかけでテストドライバーを辞め、母の知り合いの伝を頼り日本に渡る。
日本では「いつか独自のスーパーカーを作りたい」との夢を持ちつつ、母の知り合いが編集長を務める自動車雑誌の契約ジャーナリストとして新車インプレッションなどを担当する毎日を送る。しかしそのドライブ能力の高さは次第に周囲に知れ渡り、周囲に誘われるがままに様々なレースに出走することになるのだった。

## 登場人物
剣・フェラーリ（けん・フェラーリ）
主人公。イタリア人の父と日本人の母の間に生まれたハーフ。ゲルハルト・ベルガーと仲が良い。美女に目がない。
速水トオル（はやみ とおる）
ポルシェ・911カレラ4を操り、「シュツトガルトの白い狼」の異名を持つ、剣の最初にして最大のライバル。
龍・アレジ（りゅう・アレジ）
ポルシェ・959を駆る剣のライバルの一人。「シルバーアローの龍」の通り名で知られ、勝利のためには手段を選ばない男。
風吹裕矢（ふぶき ゆうや）
『サーキットの狼』の主人公。現在はドライバーとしては引退しており、ファッションデザイナーとして独自のファッションブランド『神風』を率いる。
速水リエ（はやみ りえ）
速水トオルの妹。剣が所属するチームのレースクイーン。のちに剣と相思相愛となる。

## 書誌情報

### 単行本
- 池沢さとし 『サーキットの狼II モデナの剣』 集英社〈スーパー・プレイボーイ・コミックス〉、全25巻
  1. 「イタリアから来た男！の章」1990年2月発行、ISBN 4-08-857331-5
  2. 「恐るべきライバルたち！の章」1990年6月発行、ISBN 4-08-857332-3
  3. 「クールに、そして熱く！の章」1990年10月発行、ISBN 4-08-857333-1
  4. 「コーナリングの頂点へ！の章」1991年1月発行、ISBN 4-08-857334-X
  5. 「奇跡の大逆転！の章」1991年2月発行、ISBN 4-08-857335-8
  6. 「戻ってきた男!!の章」1991年4月発行、ISBN 4-08-857336-6
  7. 「レーシング・エクスタシー!!の章」1991年6月発行、ISBN 4-08-857337-4
  8. 「最速の4輪ドリフト！の章」1991年8月発行、ISBN 4-08-857338-2
  9. 「前人未到のゴール!!の章」1991年10月発行、ISBN 4-08-857339-0
  10. 「オレの速さを見たか!!の章」1991年12月発行、ISBN 4-08-857340-4
  11. 「必殺！幻の多角形コーナリングの章」1992年4月発行、ISBN 4-08-857341-2
  12. 「走りの次元が違うぜ！の章」1992年6月発行、ISBN 4-08-857342-0
  13. 「熱血のビクトリーピーク・ターン!!の章」1992年10月発行、ISBN 4-08-857343-9
  14. 「ヴィルヌーヴのウインク!!の章」1992年12月発行、ISBN 4-08-857344-7
  15. 「不敵な笑い！の章」1993年4月発行、ISBN 4-08-857345-5
  16. 「悪魔のほほえみ！の章」1993年6月発行、ISBN 4-08-857346-3
  17. 「Ken wolfへの道！の章」1993年10月発行、ISBN 4-08-857347-1
  18. 「峠のドリフト族！の章」1993年12月発行、ISBN 4-08-857348-X
  19. 「ミウラのお嬢様！の章」1994年4月発行、ISBN 4-08-857349-8
  20. 「約束のレコードタイム！の章」1994年6月発行、ISBN 4-08-857350-1
  21. 「ときめきの女神！の章」1994年10月発行、ISBN 4-08-857361-7
  22. 「熱きバトル再び！の章」1995年2月発行、ISBN 4-08-857362-5
  23. 「限界走行の彼方へ！の章」1995年4月発行、ISBN 4-08-857363-3
  24. 「至上のレーシング・エクスタシーの章」1995年6月発行、ISBN 4-08-857364-1
  25. 「浪漫飛行の章」1995年8月発行、ISBN 4-08-857365-X

### MCCコミックス版
本節ではタイトルが『サーキットの狼2 モデナの剣』へと改題された第20巻以降の書誌情報を記載しています。第19巻以前の書誌情報についてはサーキットの狼#MCCコミックス版を参照。
- 池沢さとし 『サーキットの狼2 モデナの剣』 集英社〈スーパー・プレイボーイ・コミックス〉、全21巻

20. 「イタリアから来た男」1998年3月発行、ISBN 4-944017-40-5
21. 「ワインディングGPへ」1998年4月発行、ISBN 4-944017-41-3
22. 「撃墜また撃墜！」1998年5月発行、ISBN 4-944017-42-1
23. 「嵐を呼ぶ展開！」1998年6月発行、ISBN 4-944017-43-X
24. 「奇跡の大逆転！」1998年7月発行、ISBN 4-944017-44-8
25. 「ファイナルラップで勝負だ!!」1998年8月発行、ISBN 4-944017-45-6
26. 「選ばれし者！」1998年9月発行、ISBN 4-944017-46-4
27. 「チゼータVS.テスタロッサ!!」1998年10月発行、ISBN 4-944017-47-2
28. 「雨中のトップ争い！」1998年11月発行、ISBN 4-944017-48-0
29. 「隻眼のRX-7使い！」1998年12月発行、ISBN 4-944017-49-9
30. 「フェラーリの女豹！」1999年1月発行、ISBN 4-944017-50-2
31. 「冴えわたる色気！」1999年2月発行、ISBN 4-944017-31-6
32. 「スケベの疾走だ！」1999年3月発行、ISBN 4-944017-32-4
33. 「愛の一時停止!!」1999年4月発行、ISBN 4-944017-33-2
34. 「ポルシェのエクスタシー！」1999年5月発行、ISBN 4-944017-34-0
35. 「運命の130R!!」1999年6月発行、ISBN 4-944017-35-9
36. 「ときめきの女神！」1999年7月発行、ISBN 4-944017-36-7
37. 「イタリアン・ラブストーリー！」1999年8月発行、ISBN 4-944017-37-5
38. 「熱きバトル再び！」1999年9月発行、ISBN 4-944017-38-3
39. 「フェラーリ炎上！」1999年10月発行、ISBN 4-944017-39-1
40. 「浪漫飛行！」1999年11月発行、ISBN 4-944017-82-0

## アニメ
1990年にOVAとしてアニメ化。同年12月21日にリリース。
声の出演
- 剣・フェラーリ - 小野坂昌也
- 吉永愛子 - 安藤ありさ
- 速水トオル - 橋本晃一
- 速水リエ - 鷹森淑乃
- 蛇島 - 広中雅志
- ロータスの男 - 塩屋浩三
- コルベットの男 - 山口健
- GT-Rの男 - 茶風林
- アキラ - 森川智之
- 通行人A - 河合義雄
- 通行人B - 増田有宏
- 暴走族A - 鈴木勝美
- 観客A - 千葉一伸
- 女子高生A - 浅野典子
- 女子高生B - 浦和めぐみ

スタッフ
- 制作 - 肥田光久
- 企画 - 岡田斗司夫
- プロデューサー - 風間康久、児玉ともじ、堤広司郎
- 原作 - 池沢さとし
- 監督 - 栗山美秀
- 監修 - 佐々木勝利
- 脚本 - 黒行大
- キャラクターデザイン・作画監督 - 山口聡
- メカニックデザイン・メカニック作画監督 -  桑原周枝
- 美術監督 - 乾田助
- 撮影監督 - 遠藤公祐
- 音響監督 - 本田保則
- 色指定 - 松下久美子
- 特殊効果 - 前川孝
- 効果 - 神保大介
- 編集 - 大熊泉
- 音楽 - GL48
- アニメーション制作 - スタジオG7
- 制作協力 - アウベック
- 制作 - ガイナックス
- 製作 - CBS・ソニーグループ

## オリジナルビデオ
1994年に竹内力主演でVHS2本製作されている。
- VHS『サーキットの狼II モデナの剣 ACT.1』（1994年9月23日発売 パック・イン・ビデオ）
- VHS『サーキットの狼II モデナの剣 ACT.2』（1994年10月23日発売 日本ビクター株式会社）

登場バトル・カー
- 国産勢
  - 日産スカイラインGTR
  - トヨタスープラ
  - ホンダNSX
  - マツダRX-7
- 外国勢
  - フェラーリ348ts
  - フェラーリF40
  - ルーフBTR2
  - ポルシェカレカカープカー
  - シボレーコルベットZR-1
  - フェラーリ ディーノ248GT

オールキャスト
- 風戸剣（モデナの剣）：竹内力
- 根津甚八
- 原久美子
- 葉山レイコ
- 鶴見辰吾
- 布川敏和
- 元木慎
- 久我陽子
- 鈴木ヒロミツ
- 鈴木清順
- 松永博史
- 馬渕英里何
- 山口祥行
- 草薙良一
- セクシーメイツ（染谷正美・星野かおり・斉藤りさ）
- 新堂有望

スタッフ
- 監督：南部英夫
- 製作：すずきまさかつ、田中重男、石川博
- 企画・制作：長澤隆之
- 原作・カーアクション演出：池沢さとし
- プロデューサー：小坂一雄
- 脚本：高田純
- 音楽：岩間南平
- 主題歌：ON THE ROAD（BMGビクター）唄：SHIME
- 撮影：満井坦彦
- ポスプロ：映広
- 現像・テレシネ：東京現像所
- 車輌協力：コーンズ・カンパニー・リミテッド（フェラーリ日本総代理店（※当時））
- 製作協力：パック・イン・ビデオ、テレビ東京、ホリプロ
- 制作プロダクション：レオナ（現：レオナ企画）
- 製作：モデナの剣製作委員会
- 発売元：パック・イン・ビデオ（1）日本ビクター株式会社（2）